# MetaKit
MetaKit — встраиваемая библиотека поддержки баз данных, имеющая малые размеры. Заполняет разрыв между системами БД с плоскими файлами, реляционными, объектно-ориентированными, и иерархическими БД. Имеет API для C++,Tcl и Python. Распространяется на основании открытой лицензии MIT.

## StarKit
На этой библиотеке основывается технология StarKit — виртуальная файловая система для Tcl — основной используемый способ упаковать набор Tcl-скриптов в единый исполняемый или библиотечный файл.